# Droemer Knaur
Die Verlagsgruppe Droemer Knaur GmbH & Co. KG ist eine deutsche Verlagsgruppe mit Sitz in München. Hervorgegangen aus der 1846 gegründeten Leipziger Dampfbuchbinderei Theodor Knaur, gehört der Publikumsverlag heute zu der internationalen Verlagsgruppe Georg von Holtzbrinck und publiziert sowohl Belletristik als auch Sachbücher. Droemer Knaur besteht aus den Marken Droemer, Knaur, O.W. Barth, bene!, dem Pattloch-Verlag, Groh und Elma van Vliet.

## Programm
Im Bereich Belletristik werden unter den Marken Droemer und Knaur unter anderem die Genres allgemeine Belletristik, historische Romane, Kriminalromane, romantische Literatur bis hin zu Fantasy und Science Fiction angeboten. Unter anderem sind hier Bücher von Sebastian Fitzek, Matt Haig, Sabine Ebert, Iny Lorentz, Alex Michaelides, Mechtild Borrmann, Karin Kalisa, Michael Tsokos, Veit Etzold, Markus Heitz, Christopher Paolini, Mhairi McFarlane und Diana Gabaldon zu finden.
Der Non-Fiction-Bereich der Imprints Droemer und Knaur verlegt Bücher zu nationaler und internationaler Politik, aktuellen gesellschaftlichen Debatten sowie zu Populärwissenschaften, Psychologie und Natur. Er behandelt ferner Themen wie Emanzipation, Beziehungen aller Art, Reisen und Social Media Influencer. Zu den Autoren zählen unter anderem Yael Adler, Werner Bartens, Thomas Fischer, Achim Gruber, Mai Thi Nguyen-Kim, Glenn Greenwald, James Comey und Monika Bittl, Nicole Staudinger und Elena Uhlig.
Im Bereich Bewusst Leben besteht aus mehreren Imprints, die sich auf Selbsthilfe und Lebenscoaching fokussieren (MensSana, O.W. Barth, Knaur Balance, bene!). Bekannte Autoren sind beispielsweise Thich Nhat Than, Sadhguru, Jon Kabat-Zinn, Franziska Rubin, Bruce Lee, Tina Turner, Gisele Bündchen und Horst Lichter.
Die Imprints Groh, Pattloch und Elma van Vliet verlegen Geschenkbücher. Zusammen formen sie die „Geschenkverlage“.
Das Imprint Bramble Deutschland, welches im Oktober 2024 gegründet wurde, konzentriert sich auf die Genres Romance und Romantasy. Es bringt deutsche Übersetzungen von Titeln des US-amerikanischen Bramble-Verlags von Macmillan heraus und ergänzt das Programm durch ausgewählte Light Novels aus Korea, China und Japan.

## Geschichte
Die Ursprünge des Verlags liegen in der Leipziger Dampfbuchbinderei Theodor Knaur, die sich ab 1846 nachweisen lässt. Nachdem Theodor Knaur 1901 sein Unternehmen an den Berliner Buchhändler Gabriel Hendelsohn (1861–1916) verkauft hatte, wurde es im selben Jahr als „Theodor Knaur Nachf. Verlag“ in das Berliner Handelsregister eingetragen.
1902 wurde der spätere Geschäftsführer Adalbert Droemer als Verlagsvertreter im Verlag eingestellt. Zusammen mit den Söhnen von Hendelsohn entwickelte er den Verlag in der Weimarer Republik zu einem Publikumsverlag. Sein Anliegen, allen Menschen Bildung erschwinglich zu machen, führte dazu, dass sich das Verlagsprogramm hin zu preiswerten Sachbüchern, Lexika und Atlanten, aber auch Märchenbüchern entwickelte. Preislich profitierte Droemer von technischen Innovationen, die zu Beginn des 20. Jahrhunderts den Massendruck ermöglichten.
Unter dem Nationalsozialismus waren die jüdischen Brüder Hendelsohn in Folge der Arisierung des Verlages gezwungen, aus der operativen Leitung des Verlags auszuscheiden. Sie emigrierten 1934 in die USA. Adalbert Droemer übernahm ihre Geschäftsanteile und die alleinige Unternehmensleitung. Als er am 1. September 1939 starb, ging das Unternehmen vollends in die Hände seines Sohnes Willy Droemer über. Bereits zu Beginn seiner Karriere wurde er mit den Folgen der nationalsozialistischen Politik konfrontiert und musste im Jahr 1943 erleben, wie die Verlagsräume vollständig ausgebombt wurden.
1946 erhielt Willy Droemer die Lizenz der US-Besatzungsmächte und begann das Unternehmen als Droemersche Verlagsanstalt in Unterfranken wieder aufzubauen. Die Reaktivierung des Verlags war nur möglich, weil Droemer in einem Restitutionsverfahren mit den Nachfahren von Hendelsohn einen Vergleich schloss, in dem er sich verpflichtete eine Gesamtsumme von 45.000 Mark bis 30. Juni 1951 an die Erben zu zahlen. Nach einem Umzug in die Landeshauptstadt München führte Willy Droemer die von seinem Vater angesetzte Niedrigpreispolitik fort, wodurch das Lesebedürfnis der kriegsbetroffenen Gesellschaft auch nach den Kriegsjahren gestillt werden konnte.
Unter dem Verleger Willy Droemer wurde Knaur zum Bestsellerverlag und publizierte im Jahr 1963 das erste Knaur-Taschenbuch. Knaur Lexika wurden mit dem Lexikographisches Institut München von Hans Joachim Störig publiziert. Das Programm wurde 1982 durch Titel des Kindler Verlags ergänzt, welcher derzeit vor allem renommierte Lexikonreihen sowie literarische Titel verlegte.
Im Jahr 1999 gehörte der Droemer Knaur Verlag zu jeweils 50 % der Verlagsgruppe Georg von Holtzbrinck und der Weltbild-Gruppe, seit 2013 ist Holtzbrinck jedoch wieder alleiniger Gesellschafter.
2003 wurde der Münchner Schneekluth-Verlag eingegliedert.
Seit 2009 veröffentlicht Droemer Knaur auch E-Books und 2009 wurde auch der PAN-Verlag „für Phantastische Unterhaltung“ gegründet, der bis 2012 bestand.
2010 wurde der O.W. Barth Verlag übernommen. O.W. Barth wurde 1924 in München gegründet und ging 1973 an den Scherz Verlag in Bern. Mit diesem wurde er 2002 von S. Fischer übernommen.
2011 wurde das Imprint Droemer Paperback gegründet, 2017 erfolgte die Gründung von bene!, das Imprint für Christliche Spiritualität bei Droemer Knaur.
Im Jahr 2018 folgte dann die Übernahme des Groh Verlages durch die Verlagsgruppe Droemer Knaur, der auf Geschenkbücher, Kalender und Non-Book-Produkte rund um Themen wie Wünsche, Freundschaft und Lebensfreude spezialisiert ist.
Im Oktober 2024 gründete Droemer Knaur das Romantasy- und Romance-Label Bramble Deutschland, das deutsche Ausgaben des US-amerikanischen Bramble-Verlags sowie übersetzte Light Novels aus Ostasien veröffentlicht. Das Programm umfasst Romance- und Romantasy-Bestseller ebenso wie Entdeckungen aus China, Japan und Korea.
2021 feierte die Verlagsgruppe Droemer Knaur ihr 175-jähriges Jubiläum.